# Distretto di Napo
Il distretto di Napo è uno dei tredici distretti della provincia di Maynas, in Perù. Si trova nella regione di Loreto e si estende su una superficie di 24.298,1 chilometri quadrati.
Istituito il 2 luglio 1943, ha per capitale la città di Santa Clotilde.